# Funkcja Β

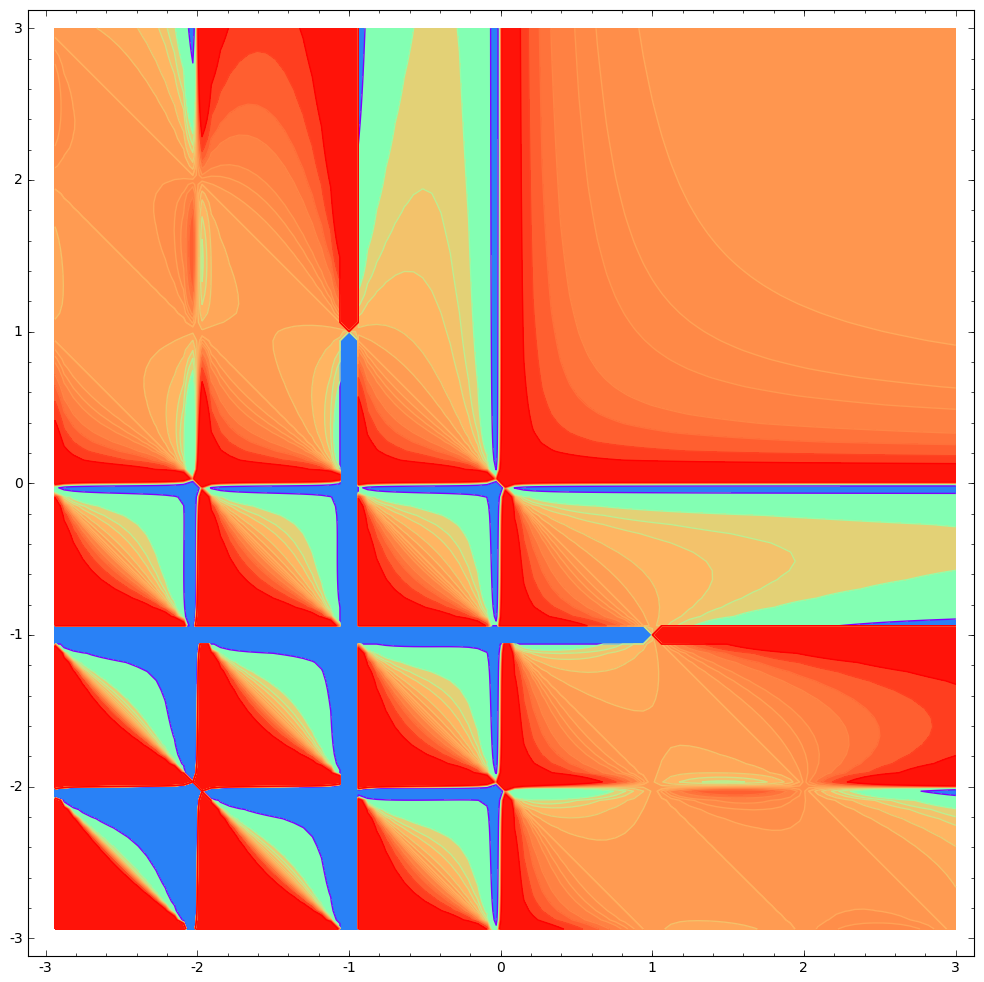
Wykres funkcji beta uzyskany techniką kolorowania dziedziny

Funkcja Β (czytaj: funkcja beta) zwana też całką Eulera pierwszego rodzaju – funkcja specjalna określona dla liczb zespolonych {\displaystyle x,y,} takich że ich części rzeczywiste są dodatnie, dana wzorem:
{\displaystyle \mathrm {B} (x,y)=\int \limits _{0}^{1}t^{x-1}(1-t)^{y-1}\,dt,\quad \mathrm {dla} \quad Re(x),Re(y)>0.}
Funkcję Beta można również przedstawić w inny sposób:
{\displaystyle \mathrm {B} (x,y)={\frac {\Gamma (x)\Gamma (y)}{\Gamma (x+y)}},}
gdzie {\displaystyle \mathrm {\Gamma } } – funkcja gamma.
Wynika stąd, że funkcja beta jest symetryczna, tj.
{\displaystyle \mathrm {B} (x,y)=\mathrm {B} (y,x).}

## Postacie funkcji beta dla liczb rzeczywistych dodatnich
{\displaystyle {\begin{aligned}\mathrm {B} (x,y)&=2\int _{0}^{\pi /2}(\sin \theta )^{2x-1}(\cos \theta )^{2y-1}\,d\theta \,,&&\operatorname {Re} (x)>0,\ \operatorname {Re} (y)>0\,,\\[6pt]\mathrm {B} (x,y)&=\int _{0}^{\infty }{\frac {t^{x-1}}{(1+t)^{x+y}}}\,dt\,,&&\operatorname {Re} (x)>0,\ \operatorname {Re} (y)>0\,,\\[6pt]\mathrm {B} (x,y)&=\sum _{n=0}^{\infty }{\frac {\binom {n-y}{n}}{x+n}}\,,\\[6pt]\mathrm {B} (x,y)&={\frac {x+y}{xy}}\prod _{n=1}^{\infty }\left(1+{\frac {xy}{n(x+y+n)}}\right)^{-1},\\[6pt]\mathrm {B} (x,y)&={\frac {1}{y}}\sum _{n=0}^{\infty }(-1)^{n}{\frac {(y)_{n+1}}{n!(x+n)}}&&\mathrm {gdzie} \quad (x)_{n}=x(x-1)(x-2)\ldots (x-n+1)\,.\end{aligned}}}
Gdy {\displaystyle x\in \mathbb {N} } i {\displaystyle y\in \mathbb {N} }:
{\displaystyle \mathrm {B} (x,y)={\frac {(x-1)!\,(y-1)!}{(x+y-1)!}}.}

## Tożsamości
Funkcja Beta spełnia wiele ciekawych tożsamości, m.in. są to:
{\displaystyle \mathrm {B} (x,y)=\mathrm {B} (x,y+1)+\mathrm {B} (x+1,y),}
{\displaystyle \mathrm {B} (x+1,y)=\mathrm {B} (x,y)\cdot {\frac {x}{x+y}},}
{\displaystyle \mathrm {B} (x,y)\cdot \left(t\mapsto t_{+}^{x+y-1}\right)={\Big (}t\to t_{+}^{x-1}{\Big )}*{\Big (}t\to t_{+}^{y-1}{\Big )}\quad \mathrm {gdzie} \quad x\geqslant 1,y\geqslant 1,}
{\displaystyle \mathrm {B} (x,y)\cdot \mathrm {B} (x+y,1-y)={\frac {\pi }{x\sin(\pi y)}}.}

## Niekompletna funkcja beta
Niekompletna funkcja beta to uogólnienie funkcji beta zdefiniowane następująco:
{\displaystyle \mathrm {B} (x;\,a,b)=\int _{0}^{x}t^{a-1}\,(1-t)^{b-1}\,dt.}
Regularyzowana niekompletna funkcja beta jest zdefiniowana jako iloraz niekompletnej funkcji beta i (kompletnej) funkcji beta:
{\displaystyle I_{x}(a,b)={\frac {\mathrm {B} (x;\,a,b)}{\mathrm {B} (a,b)}}.}
Regularyzowana niekompletna funkcja beta jest dystrybuantą rozkładu beta.